# خوسيه كازانوفا (عالم اجتماع)
خوسيه كازانوفا (مواليد 1951) هو عالم اجتماع ديني تتركز أبحاثه على العولمة والأديان والعلمنة. وهو أستاذ في جامعة جورج تاون وزميل كبير في مركز بيركلي للدين والسلام والشؤون العالمية ‏. حاز على درجة بكالوريوس الآداب في الفلسفة من سيميناريو متروبوليتانو، وحصل على درجة الماجستير في اللاهوت من جامعة إنسبروك، ودرجات الماجستير والدكتوراه في علم الاجتماع من المدرسة الجديدة للأبحاث الاجتماعية.
شغل منصب رئيس the Kluge Chair in Countries and Cultures of the North في مركز جون دبليو كلوج بمكتبة الكونجرس الأمريكية.
تمت ترجمة أعماله "الأديان العامة في العالم الحديث" (مطبعة جامعة شيكاغو، 1994) إلى العديد من اللغات، بما في ذلك اليابانية والعربية والتركية. في عام 2012، حصل كازانوفا على جائزة اللاهوت من معرض سالزبورج للأسابيع الجامعية تقديراً لإنجازاته مدى الحياة في مجال اللاهوت.

## المنشورات:
- الإسلام والنوع الاجتماعي والديمقراطية من منظور مقارن ، مع جوسلين سيزاري (2017)
- اليسوعيون والعولمة: الموروثات التاريخية والتحديات المعاصرة ، مع توماس ف. بانشوف (2016)
- جيوبوليتيكا دي لا سانتا سيدي (2013)
- الأديان العامة في العالم الحديث (1994)